# Motuarohia Island

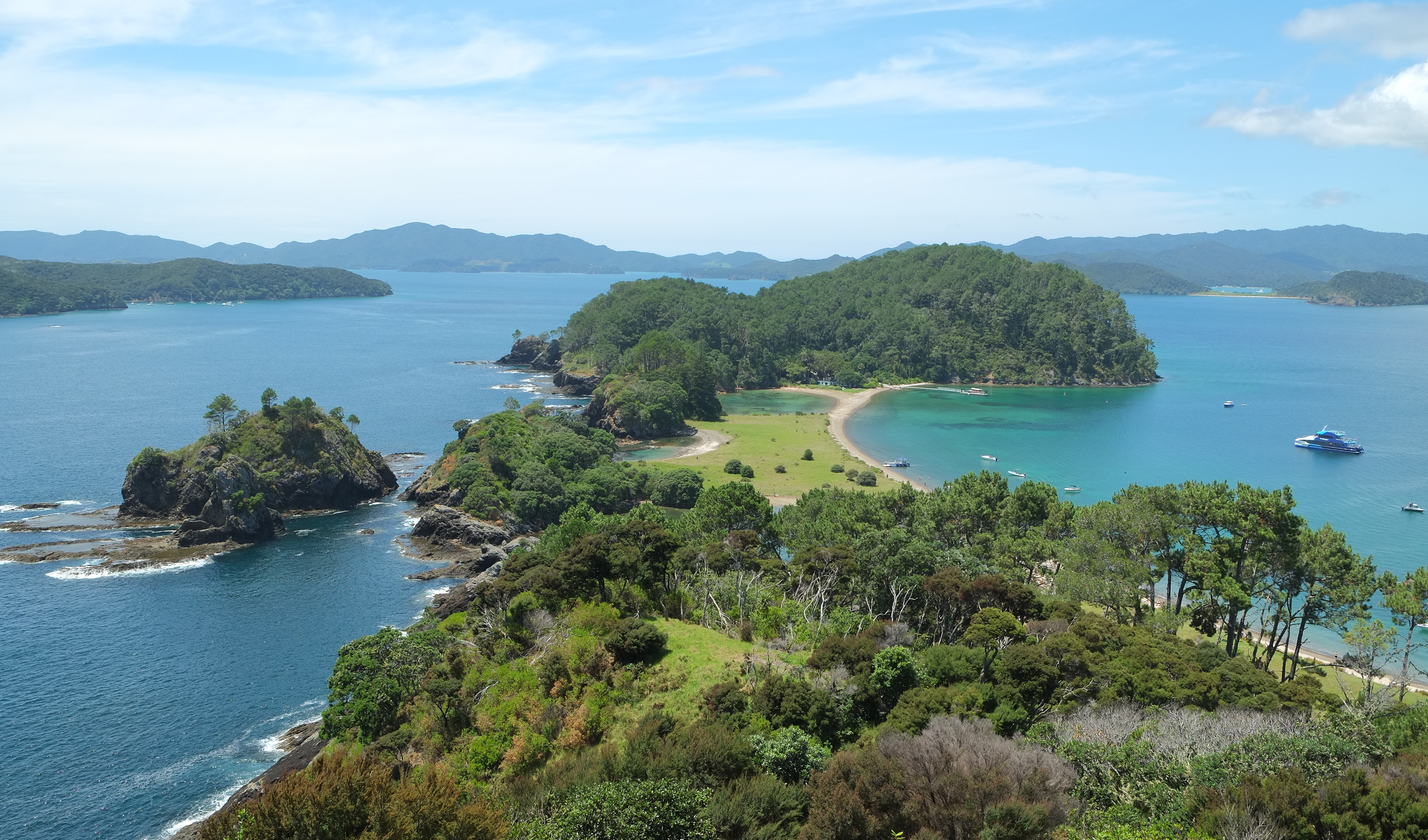
Motuarohia Island (2018)

Motuarohia Island, auch Roberton Island genannt, ist eine Insel in der Bay of Islands der Region Northland im Norden der Nordinsel von Neuseeland.

## Geographie
Motuarohia Island befindet sich in der Bay of Islands rund 4,1 km nordöstlich von Russell und rund 15,8 km westsüdwestlich von Cape Brett entfernt. Zwischen der Insel und dem rund 1,7 km in südöstlicher Richtung entfernten Festland erstreckt sich von West nach Ost das Te Rawhiti Inlet. Nach Norden hingegen liegt die offene See der Bay of Islands mit dem dahinter beginnenden Pazifischen Ozean.
Die Insel selbst erstreckt sich über rund 2,06 km in Westnordwest-Ostsüdost-Richtung und misst an der breitesten Stelle rund 640 m in Nord-Süd-Richtung. Ihre höchste Erhebung findet die rund 0,63 km² große Insel mit 78 m im westlichen Teil.
Motuarohia Island gehört zu einer Gruppe von Inseln im südlichen Bereich der Bay of Islands, die sich von Westsüdwest nach Ostnordost über eine Fläche von rund 30 km² verteilen. Diese Gruppe beginnt im Westen mit Motuarohia Island und setzt sich nach Ostnordosten in einer Entfernung von rund 950 m mit der Nachbarinsel Moturua Island fort, gefolgt von Motukiekie Island und in etwa einem Kilometer Abstand nebeneinander Okahu Island, Waewaetorea Island und Urupukapuka Island, um nur die größeren Inseln zu nennen.
Motuarohia Island ist zu etwas 2/3 bewaldet.

## Geschichte
1769 ließ der Seefahrer und Entdecker Kapitän James Cook die Endeavour südlich der Ostspitze von Motuarohia Island ankern, um in der Waipao Bay der Nachbarinsel Moturua Island die Wasservorräte des Schiffs auffüllen zu lassen. Cook kam dabei mit den Māori von Motuarohia Island, die zu der Zeit 200 bis 300 Einwohner hatte, in Kontakt, schätzte ihre Gastfreundschaft und konnte mit deren Hilfe auch Nahrung für die Weiterreise an Bord nehmen. Während des Aufenthalts der Crew zeichnete der Maler Parkinson ein Bild des Pā (Dorf) der Māori, das sich am östlichen Ende der Insel befand.
1839 kaufte der ehemalige Kapitän eines Walfangschiffs, John Roberton, die Insel, doch verstarb ein Jahr später bei einem Bootsunfall. Weitere Todesfälle in Robertons Familie führten schließlich zur Anklage von Wiremu Kingi Maketu, dem Sohn eines Häuptling der Gegend und nach seiner Verurteilung zu seinem Tod durch den Strang. Seit dieser Zeit hat die Insel viele Male ihren Besitzer gewechselt.